# Agrochola nictitans
Agrochola nictitans là một loài bướm đêm trong họ Noctuidae.